# Football Club Stade Nyonnais 2018-2019
Questa voce raccoglie le informazioni riguardanti il Football Club Stade Nyonnais nelle competizioni ufficiali della stagione 2018-2019.

## Stagione
Nella stagione 2018-2019 il Stade Nyonnais, allenato da John Dragani, concluse il campionato di Promotion League al 6º posto. In Coppa Svizzera il Stade Nyonnais fu eliminato agli ottavi di finale dal Young Boys.

## Rosa
| N. |                     | Ruolo | Calciatore           |
| -- | ------------------- | ----- | -------------------- |
| 1  | Svizzera (bandiera) | P     | Osni Mutombo         |
| 2  | Armenia (bandiera)  | C     | Hiraç Yagan          |
| 4  | Svizzera (bandiera) | D     | Guillaume Golay      |
| 5  | Francia (bandiera)  | D     | Ibrahim Tall         |
| 6  | Svizzera (bandiera) | D     | Jonathan Grossrieder |
| 6  | Slovenia (bandiera) | C     | Dalibor Stevanović   |
| 7  | Svizzera (bandiera) | C     | Marco Delley         |
| 8  | Francia (bandiera)  | C     | Tiago-Marti Escorza  |
| 9  | Svizzera (bandiera) | A     | Karim Chentouf       |
| 10 | Svizzera (bandiera) | C     | Fabrizio Zambrella   |
| 11 | Ghana (bandiera)    | C     | Ishmael Yartey       |
| 12 | Svizzera (bandiera) | C     | Idriz Bega           |
| 15 | Svizzera (bandiera) | C     | Aurélien Chappuis    |
| 18 | Francia (bandiera)  | D     | Daniel Titié         |

| N. |                       | Ruolo | Calciatore          |
| -- | --------------------- | ----- | ------------------- |
| 19 | Francia (bandiera)    | D     | Quentin Guyon       |
| 20 | Svizzera (bandiera)   | D     | Leandro Di Gregorio |
| 23 | Svizzera (bandiera)   | C     | Ridvan Hysenaj      |
| 24 | Svizzera (bandiera)   | D     | Olatunde Olaniyi    |
| 25 | Francia (bandiera)    | D     | Fabrice Guzel       |
| 27 | Svizzera (bandiera)   | D     | Pablo Londono       |
| 28 | Svezia (bandiera)     | D     | Joshua Adomako      |
| 29 | Svizzera (bandiera)   | A     | Jordi Nsiala        |
| 30 | Svizzera (bandiera)   | P     | Maxime Moinon       |
| 30 | Svizzera (bandiera)   | P     | Dario Thürkauf      |
| 39 | Svizzera (bandiera)   | D     | Zlatko Hebib        |
|    | Svizzera (bandiera)   | C     | Alex Schmidli       |
|    | Portogallo (bandiera) | P     | Barroca             |

## Organigramma societario
Area tecnica
- Allenatore: Ricardo Dionísio
- Allenatore in seconda: Stéphane Guex
- Preparatore dei portieri:
- Preparatori atletici:

## Calciomercato

### Sessione estiva
| Acquisti | Acquisti | Acquisti | Acquisti |
| R.       | Nome     | da       | Modalità |
| -------- | -------- | -------- | -------- |

| Cessioni | Cessioni | Cessioni | Cessioni |
| R.       | Nome     | a        | Modalità |
| -------- | -------- | -------- | -------- |

### Sessione invernale
| Acquisti | Acquisti | Acquisti | Acquisti |
| R.       | Nome     | da       | Modalità |
| -------- | -------- | -------- | -------- |

| Cessioni | Cessioni | Cessioni | Cessioni |
| R.       | Nome     | a        | Modalità |
| -------- | -------- | -------- | -------- |

## Risultati

### Promotion League
| Arbitro: | Ovcharov |

|  |           |                                       |
|  | Marcatori | 19’, 54’ Chentouf 49’ Tall 70’ Mobulu |

| Arbitro: | Jancevski |

|                                          |           |  |
| Chentouf 11’ (rig.), 38’, 46’ Mobulu 90’ | Marcatori |  |

| Arbitro: | Huber |

|            |           |              |
| Bičvić 51’ | Marcatori | 55’ Chentouf |

| Arbitro: | Turkes |

|                                 |           |  |
| Chentouf 19’ (rig.) Fargues 53’ | Marcatori |  |

| Arbitro: | Schärli |

|              |           |                                                         |
| von Moos 80’ | Marcatori | 24’ Fargues 28’ Guzel 72’ (rig.) Chentouf 90’ Dessarzin |

| Arbitro: | Staubli |

|                                    |           |  |
| Chentouf 6’ Fargues 75’ Ndiaye 80’ | Marcatori |  |

| Arbitro: | Superczynski |

|  |           |                                   |
|  | Marcatori | 12’, 90’ Delley 81’ (aut.) Dreier |

| Arbitro: | Odiet |

|            |           |                        |
| Ndiaye 85’ | Marcatori | 5’ Felitti 83’ Guarino |

| Arbitro: | Roth |

|                       |           |  |
| Ciarrocchi 77’ (rig.) | Marcatori |  |

| Arbitro: | Wolfensberger |

|                              |           |           |
| Chentouf 72’, 77’ Ndiaye 87’ | Marcatori | 59’ Lüthi |

| Arbitro: | Dégallier |

|              |           |  |
| Dangubic 90’ | Marcatori |  |

| Arbitro: | Schärli |

|           |           |  |
| Müller 7’ | Marcatori |  |

| Arbitro: | Gianforte |

|              |           |                                                    |
| Chentouf 35’ | Marcatori | 49’, 84’ Lahiouel 55’ Parapar 88’ Rushenguziminega |

| Zurigo 27 ottobre 2018, ore 16:00 CEST 14ª giornata | YF Juventus | 0 – 0 referto | Stade Nyonnais | Juchhof 1 (160 spett.)\| Arbitro: \| Turkes \| |
| Arbitro:                                            | Turkes      |               |                |                                                |

| Arbitro: | Borra |

|                                   |           |                              |
| Yartey 14’ Guzel 44’ Chentouf 82’ | Marcatori | 66’ (rig.) Abegglen 87’ Ivić |

| Arbitro: | Dégallier |

|                                                                             |           |  |
| Chentouf 11’ (rig.), 59’ Delley 44’ Hebib 54’ Fargues 65’ (rig.) Ndiaye 88’ | Marcatori |  |

| Arbitro: | Piccolo |

|              |           |                                                   |
| Franzese 51’ | Marcatori | 7’, 53’ Chentouf 58’ Delley 71’ Fargues 86’ Guzel |

| Nyon 2 marzo 2019, ore 15:00 CET 18ª giornata | Stade Nyonnais | 0 – 0 referto | Köniz | Centre sportif de Colovray (255 spett.)\| Arbitro: \| Turkes \| |
| Arbitro:                                      | Turkes         |               |       |                                                                 |

| Arbitro: | Roth |

|                           |           |             |
| Saintini 21’ Blasucci 68’ | Marcatori | 7’ Chentouf |

| Arbitro: | Carrard |

|  |           |                     |
|  | Marcatori | 32’ Zunic 65’ Huser |

| Arbitro: | Thies |

|             |           |  |
| Maouche 52’ | Marcatori |  |

| Arbitro: | Grundbacher |

|                          |           |  |
| Chentouf 32’, 90’ (rig.) | Marcatori |  |

| Arbitro: | Bannwart |

|                                 |           |                       |
| Italo 8’ Forzano 59’ Berera 65’ | Marcatori | 31’ Nsiala 52’ Delley |

| Arbitro: | Cibelli |

|  |           |                                       |
|  | Marcatori | 10’ Mobulu 11’ Eleouet 33’ Ciarrocchi |

| Arbitro: | Huber |

|             |           |                                          |
| Konopek 25’ | Marcatori | 30’, 89’ Chentouf 45’ Hysenaj 82’ Delley |

| Arbitro: | Kanagasingam |

|                        |           |                  |
| Hysenaj 16’ Delley 49’ | Marcatori | 19’, 35’ Pimenta |

| Arbitro: | Staubli |

|  |           |          |
|  | Marcatori | 81’ Nimi |

| Arbitro: | Jancevski |

|           |           |                   |
| Iseni 42’ | Marcatori | 9’, 75’ Zambrella |

| Arbitro: | Roth |

|             |           |                      |
| Escorza 34’ | Marcatori | 4’ Pereira 62’ Zuffi |

| Arbitro: | Bosnic |

|                                         |           |                       |
| Šabanović 17’ Scherrer 54’ Abegglen 90’ | Marcatori | 5’ Escorza 85’ Delley |

### Coppa Svizzera
| Arbitro: | von Mandach |

|  |           |                            |
|  | Marcatori | 38’ Chentouf 67’ Zambrella |

| Arbitro: | Fähndrich |

|                                    |           |             |
| Chentouf 4’ Fargues 67’ Mobulu 90’ | Marcatori | 7’ Djuričin |

| Nyon 31 ottobre 2018, ore 19:30 CET Ottavi di finale | Stade Nyonnais | 0 – 1 referto | Young Boys | Centre sportif de Colovray (2 320 spett.) |
| \| \| \| \| \| \| Marcatori \| 47’ Sulejmani \|      |                |               |            |                                           |
|                                                      |                |               |            |                                           |
|                                                      | Marcatori      | 47’ Sulejmani |            |                                           |

## Statistiche

### Statistiche di squadra
| Competizione     | Punti | In casa | In casa | In casa | In casa | In casa | In casa | In trasferta | In trasferta | In trasferta | In trasferta | In trasferta | In trasferta | Totale | Totale | Totale | Totale | Totale | Totale | DR  |
| Competizione     | Punti | G       | V       | N       | P       | Gf      | Gs      | G            | V            | N            | P            | Gf           | Gs           | G      | V      | N      | P      | Gf     | Gs     | DR  |
| ---------------- | ----- | ------- | ------- | ------- | ------- | ------- | ------- | ------------ | ------------ | ------------ | ------------ | ------------ | ------------ | ------ | ------ | ------ | ------ | ------ | ------ | --- |
| Promotion League | 43    | 15      | 7       | 2       | 6       | 28      | 19      | 15           | 6            | 2            | 7            | 28           | 17           | 30     | 13     | 4      | 13     | 56     | 36     | +20 |
| Coppa Svizzera   | -     | 2       | 1       | 0       | 1       | 3       | 2       | 1            | 1            | 0            | 0            | 2            | 0            | 3      | 2      | 0      | 1      | 5      | 2      | +3  |
| Totale           | 43    | 17      | 8       | 2       | 7       | 31      | 21      | 16           | 7            | 2            | 7            | 30           | 17           | 33     | 15     | 4      | 14     | 61     | 38     | +23 |

### Andamento in campionato
| Giornata  | 1 | 2 | 3 | 4 | 5 | 6 | 7 | 8 | 9 | 10 | 11 | 12 | 13 | 14 | 15 | 16 | 17 | 18 | 19 | 20 | 21 | 22 | 23 | 24 | 25 | 26 | 27 | 28 | 29 | 30 |
| --------- | - | - | - | - | - | - | - | - | - | -- | -- | -- | -- | -- | -- | -- | -- | -- | -- | -- | -- | -- | -- | -- | -- | -- | -- | -- | -- | -- |
| Luogo     | T | C | T | C | T | C | T | C | T | C  | T  | T  | C  | T  | C  | C  | T  | C  | T  | C  | T  | C  | T  | C  | T  | C  | C  | T  | C  | T  |
| Risultato | V | V | N | V | V | V | V | P | P | V  | P  | P  | P  | N  | V  | V  | V  | N  | P  | P  | P  | V  | P  | P  | V  | N  | P  | V  | P  | P  |
| Posizione | 1 | 2 | 2 | 2 | 1 | 1 | 1 | 2 | 2 | 2  | 2  | 3  | 5  | 4  | 4  | 3  | 2  | 3  | 4  | 4  | 4  | 3  | 5  | 5  | 5  | 4  | 6  | 6  | 6  | 6  |

Legenda:

Luogo: C = Casa; T = Trasferta. Risultato: V = Vittoria; N = Pareggio; P = Sconfitta.

### Statistiche dei giocatori
| Giocatore      | Promotion League | Promotion League | Promotion League | Promotion League | Coppa Svizzera | Coppa Svizzera | Coppa Svizzera | Coppa Svizzera | Totale   | Totale | Totale      | Totale     |
| Giocatore      | Presenze         | Reti             | Ammonizioni      | Espulsioni       | Presenze       | Reti           | Ammonizioni    | Espulsioni     | Presenze | Reti   | Ammonizioni | Espulsioni |
| -------------- | ---------------- | ---------------- | ---------------- | ---------------- | -------------- | -------------- | -------------- | -------------- | -------- | ------ | ----------- | ---------- |
| J. Adomako     | 15               | 0                | 3                | 0                | 1              | 0              | 0              | 1              | 16       | 0      | 3           | 1          |
| J. Barroca     | 0                | 0                | 0                | 0                | 2              | 0              | 0              | 0              | 2        | 0      | 0           | 0          |
| I. Bega        | 15               | 0                | 1                | 0                | 1              | 0              | 0              | 0              | 16       | 0      | 1           | 0          |
| B. Bryand      | 9                | 0                | 1                | 0                | 0              | 0              | 0              | 0              | 9        | 0      | 1           | 0          |
| A. Chappuis    | 9                | 0                | 2                | 0                | 0              | 0              | 0              | 0              | 9        | 0      | 2           | 0          |
| K. Chentouf    | 26               | 22               | 5                | 0                | 3              | 2              | 0              | 0              | 29       | 24     | 5           | 0          |
| M. Delley      | 30               | 8                | 3                | 0                | 3              | 0              | 0              | 0              | 33       | 8      | 3           | 0          |
| R. Dessarzin   | 13               | 1                | 1                | 0                | 1              | 0              | 0              | 0              | 14       | 1      | 1           | 0          |
| L. Di Gregorio | 29               | 0                | 4                | 0                | 3              | 0              | 1              | 0              | 32       | 0      | 5           | 0          |
| T. Escorza     | 12               | 2                | 1                | 0                | 0              | 0              | 0              | 0              | 12       | 2      | 1           | 0          |
| H. Fargues     | 17               | 5                | 3                | 0                | 3              | 1              | 1              | 0              | 20       | 6      | 4           | 0          |
| G. Golay       | 4                | 0                | 0                | 0                | 0              | 0              | 0              | 0              | 4        | 0      | 0           | 0          |
| J. Grossrieder | 6                | 0                | 0                | 0                | 0              | 0              | 0              | 0              | 6        | 0      | 0           | 0          |
| Q. Guyon       | 24               | 0                | 5                | 0                | 2              | 0              | 0              | 0              | 26       | 0      | 5           | 0          |
| F. Guzel       | 23               | 3                | 5                | 0                | 3              | 0              | 1              | 0              | 26       | 3      | 6           | 0          |
| Z. Hebib       | 19               | 1                | 3                | 0                | 2              | 0              | 1              | 0              | 21       | 1      | 4           | 0          |
| R. Hysenaj     | 9                | 2                | 0                | 0                | 0              | 0              | 0              | 0              | 9        | 2      | 0           | 0          |
| S. Kok         | 3                | 0                | 0                | 0                | 0              | 0              | 0              | 0              | 3        | 0      | 0           | 0          |
| P. Londono     | 2                | 0                | 0                | 0                | 0              | 0              | 0              | 0              | 2        | 0      | 0           | 0          |
| R. Mobulu      | 13               | 2                | 3                | 1                | 3              | 1              | 1              | 0              | 16       | 3      | 4           | 1          |
| M. Moinon      | 0                | 0                | 0                | 0                | 0              | 0              | 0              | 0              | 0        | 0      | 0           | 0          |
| O. Mutombo     | 27               | 0                | 1                | 0                | 1              | 0              | 0              | 0              | 28       | 0      | 1           | 0          |
| N. Ndiaye      | 9                | 4                | 2                | 0                | 0              | 0              | 0              | 0              | 9        | 4      | 2           | 0          |
| J. Nsiala      | 9                | 1                | 1                | 0                | 0              | 0              | 0              | 0              | 9        | 1      | 1           | 0          |
| O. Olaniyi     | 0                | 0                | 0                | 0                | 0              | 0              | 0              | 0              | 0        | 0      | 0           | 0          |
| A. Schmidli    | 0                | 0                | 0                | 0                | 0              | 0              | 0              | 0              | 0        | 0      | 0           | 0          |
| D. Stevanović  | 26               | 0                | 6                | 0                | 3              | 0              | 0              | 0              | 29       | 0      | 6           | 0          |
| I. Tall        | 6                | 1                | 0                | 0                | 0              | 0              | 0              | 0              | 6        | 1      | 0           | 0          |
| D. Thürkauf    | 3                | 0                | 1                | 0                | 0              | 0              | 0              | 0              | 3        | 0      | 1           | 0          |
| D. Titié       | 22               | 0                | 3                | 0                | 3              | 0              | 0              | 0              | 25       | 0      | 3           | 0          |
| H. Yagan       | 5                | 0                | 1                | 0                | 1              | 0              | 0              | 0              | 6        | 0      | 1           | 0          |
| I. Yartey      | 15               | 1                | 1                | 0                | 1              | 0              | 0              | 0              | 16       | 1      | 1           | 0          |
| F. Zambrella   | 20               | 2                | 7                | 0                | 2              | 1              | 0              | 0              | 22       | 3      | 7           | 0          |